# Schardara-Talsperre
Die Schardara-Talsperre (kasachisch Шардара бөгені) liegt im kasachischen Gebiet Türkistan am Syrdarja.

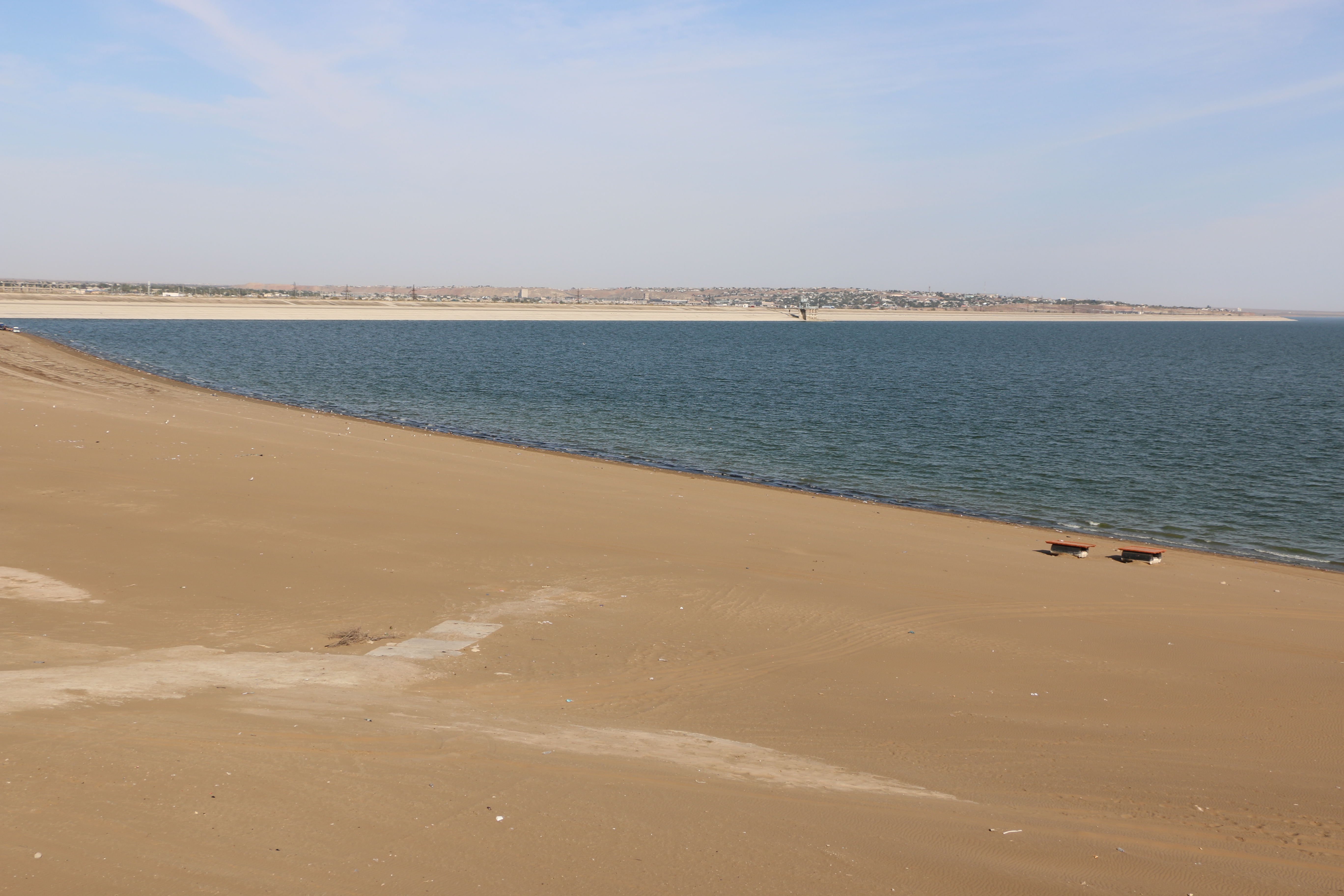
Schardara-Reservoir

Ein Teil des südwestlichen Ufers gehört zur usbekischen Viloyat Jizzax. Die Talsperre wurde 1965–1968 bei der Stadt Schardara errichtet. Der zugehörige Stausee hat eine Fläche von 783 km². Er misst 80 km × 25 km. Das Stauvolumen beträgt 5,7 km³. Das Wasserkraftwerk besitzt 4 Einheiten zu 25 MW. Die Talsperre dient auch zur Bewässerung der umliegenden landwirtschaftlich genutzten Flächen.
Die Talsperre besitzt einen Notüberlauf ins Tiefland von Arnasay, um Überschwemmungen kontrollieren zu können. 1969 musste dieser im Laufe einer Flutkatastrophe geöffnet werden, da die Kapazität des Dammes nicht geeignet war, die Wassermassen zu kontrollieren. So wurden vom Februar 1969 bis zum Februar 1970 beinahe 60 Prozent des durchschnittlichen Jahresabflusses des Syrdarja (22 km³) vom Schardara-Reservoir ins Arnasay-Tiefland abgeleitet. Daraus entstand der Aydarsee mit einer Fläche von 3.600 Quadratkilometern als ein unbeabsichtigtes Nebenprodukt sowjetischer Planungen in Usbekistan in der südöstlichen Kysylkum. Zum Vergleich: Der austrocknende Aralsee, der auch vom Syrdarja gespeist wird, hatte bis Anfang der 1960er Jahre eine Ausdehnung von 68.000 Quadratkilometern.